# Автомобільні шляхи Одеської області
Автомобі́льні шляхи́ Одеської області — мережа доріг на території Одещини, що об'єднує між собою населені пункти та окремі об'єкти та призначена для руху транспортних засобів, перевезення пасажирів та вантажів.